# 前田宝樹
前田 宝樹（まえだ ほうじゅ、2003年7月4日 - ）は、日本のプロボクサー。兵庫県たつの市出身。姫路木下ボクシングジム所属。第8代OPBF東洋太平洋女子ライトフライ級王者。

## 来歴
小学生の頃より姫路木下ジムでボクシングを始め、全国U-15大会で2度優勝経験がある。
2021年4月4日、堺市産業振興センターにて17歳でプロデビューし、堀冴華に判定勝利。
2021年10月15日、プロ2戦目で初めて後楽園ホールのリングに上がり、安井千晶に判定勝利。
2023年3月30日、後楽園ホールにて佐山万里菜との女子日本フライ級王座決定戦に臨むが、三者ドローで初タイトルならず。
2023年11月5日、ドーム立川立飛にて日本王座を懸けて佐山との再戦を予定していたが、相手が前日計量で500g超過となったため試合中止になってしまった。
2024年2月4日、京都・KBSホールにて相手が山家七恵に代わって三たび王座決定戦に挑むが、0-3（56-57、54-59×2）判定でプロ初黒星となりまたしても初タイトル獲得ならず。
2024年6月29日、加古川市立日岡山体育館（117いいなスポーツアリーナ）にてウィバーダー・スリホンと対戦し、プロ初KOとなる4回TKOで再起を果たす。
2024年12月16日、後楽園ホールにてジムの先輩である成田佑美が返上したOPBF女子東洋太平洋ライトフライ級王座決定戦として椙元愛と対戦し、3-0（78-74×3）判定でプロ初タイトル獲得。

## 戦績
- プロ：9戦6勝1KO1敗2分

| 戦           | 日付           | 勝敗 | 時間    | 内容    | 対戦相手                | 国籍 | 備考                                       |
| ------------ | -------------- | ---- | ------- | ------- | ----------------------- | ---- | ------------------------------------------ |
| 1            | 2021年4月4日   | ☆    | 4R      | 判定3-0 | 堀冴華(寝屋川石田)      | 日本 | プロデビュー戦                             |
| 2            | 2021年10月15日 | ☆    | 4R      | 判定3-0 | 安井千晶(中野サイトウ)  | 日本 |                                            |
| 3            | 2022年3月20日  | △    | 4R      | 判定1-0 | 樋口藍(ARITOMI)         | 日本 |                                            |
| 4            | 2022年5月8日   | ☆    | 4R      | 判定3-0 | 樋口藍(ARITOMI)         | 日本 |                                            |
| 5            | 2022年8月14日  | ☆    | 6R      | 判定3-0 | 近藤佐知子(駿河)        | 日本 |                                            |
| 6            | 2023年3月30日  | △    | 6R      | 判定0-0 | 佐山万里菜(ワタナベ)    | 日本 | 女子日本フライ級王座決定戦                 |
| 7            | 2024年2月4日   | ★    | 6R      | 判定0-3 | 山家七恵(EBISU K's BOX) | 日本 | 女子日本フライ級王座決定戦                 |
| 8            | 2024年6月29日  | ☆    | 4R 0:31 | TKO     | ウィバーダー・スリホン  | タイ |                                            |
| 9            | 2024年12月16日 | ☆    | 8R      | 判定3-0 | 椙元愛(一力)            | 日本 | OPBF女子東洋太平洋ライトフライ級王座決定戦 |
| テンプレート |                |      |         |         |                         |      |                                            |

## 獲得タイトル
- 第8代OPBF東洋太平洋女子ライトフライ級王座（防衛0）